# شتيفان باينلش
شتيفان باينلش (بالألمانية: Stefan Beinlich) مواليد 13 يناير 1972 في برلين الشرقية، هو لاعب كرة قدم ألماني سابق كان يلعب كلاعب وسط. لعب خلال مسيرته 398 مباراة سجل خلالها 87 هدفاً.

## مرحلة الشباب

### أندية لعب لها
- دينامو برلين

## المسيرة الاحترافية

### أندية لعب لها
- أستون فيلا
- هانزا روستوك
- باير 04 ليفركوزن
- نادي هرتا برلين
- نادي هامبورغ الرياضي

## روابط خارجية
- شتيفان باينلش على موقع قاعدة بيانات كرة القدم.إي يو (الإنجليزية)
- شتيفان باينلش على موقع بيانات كرة القدم. دي إي (الألمانية)
- شتيفان باينلش على موقع ناشيونال فوتبول تيمز (الإنجليزية)
- شتيفان باينلش على موقع عالم كرة القدم.نت (الإنجليزية)